# Itonama
Das Itonama ist eine indigene Sprache, die im bolivianischen Departamento Beni gesprochen wurde. Die meisten Angehörigen der Ethnie leben in den Provinzen Iténez und Mamoré in der Nähe des Río Mamoré.

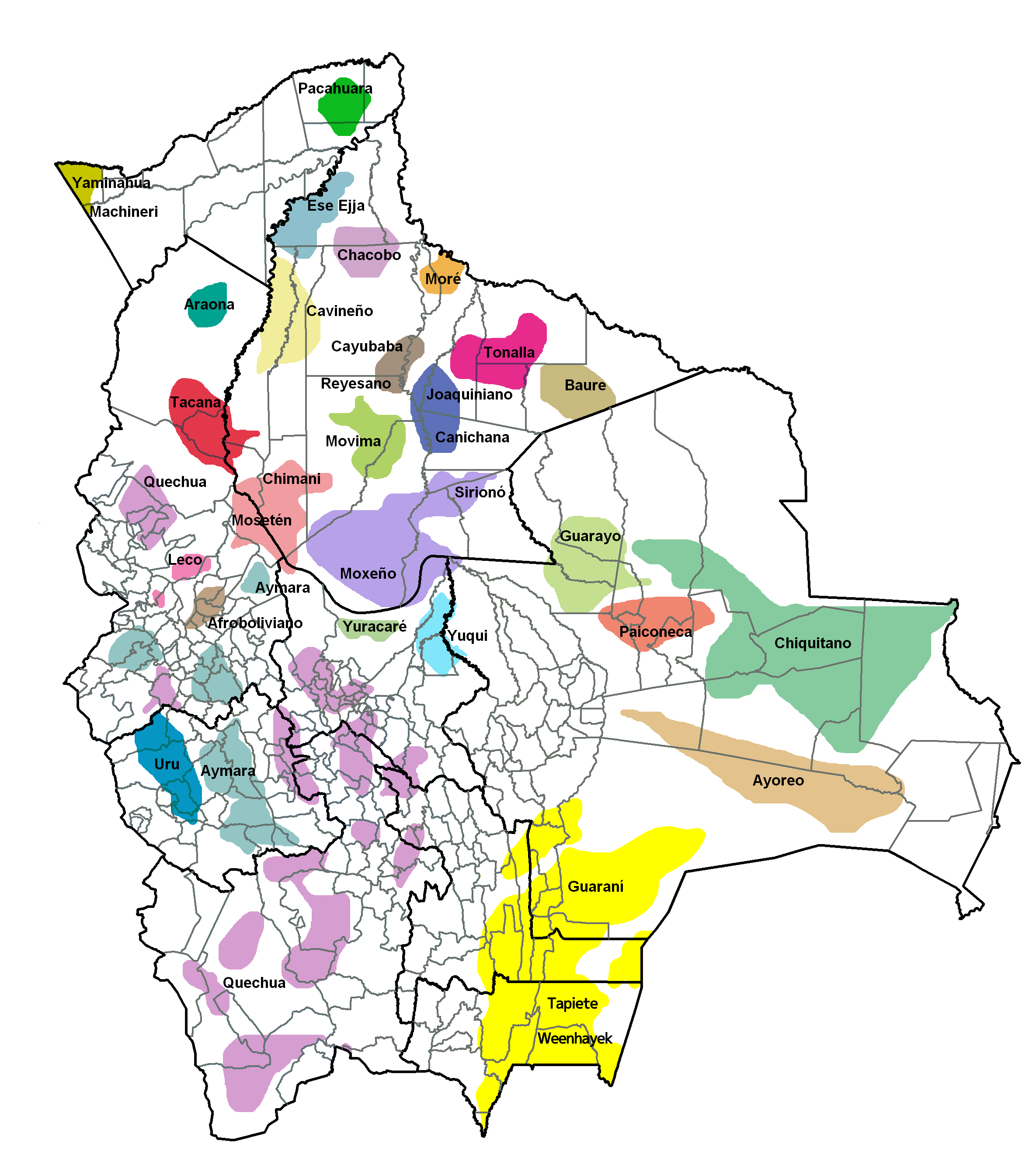

Die bolivianische Verfassung von 2009 erkennt das Itonama als eine offizielle indigene Sprache an.
Das Itonama ist eine isolierte Sprache. Bei den letzten Volkszählungen gab eine geringe Anzahl von Personen an, Itonama zu sprechen. Mily Crevels konnte jedoch 2002 nur noch wenige kompetente Sprecher ausfindig machen, die sämtlich älter als 80 Jahre waren.

## Geschichte der Ethnie
Die Itonama leben in der Mamoré-Guaporé-Region; einem Gebiet mit ungewöhnlich großer Sprachenvielfalt und zahlreichen isolierten Sprachen. Diese sind, was eher ungewöhnlich ist, vom Vokabular her sehr unterschiedlich, von der Grammatik her einander aber recht ähnlich. Dies stützt eine Hypothese, nach der dieses Gebiet eines der Diffusionszentren der Bevölkerung Südamerikas war.
Die europäischen Eroberer drangen in die Region verhältnismäßig spät vor. Als Gründe kommen das Klima, die große Zahl an Insekten sowie der Ruf der einheimischen Bevölkerung als besonders kriegerisch infrage. Erste Expeditionen wurden 1536/37 von Cusco aus unternommen, noch in der Hoffnung, das Gold von El Dorado zu finden. Im 16. und 17. Jahrhundert litt die gesamte Region unter häufigen Überfällen aus Santa Cruz mit dem Ziel, Sklaven zu rekrutieren. Erst 1686 wurde in Trinidad eine Jesuitenreduktion gegründet und in den Folgejahren wurden 26 weitere Reduktionen eingerichtet. 1720 verbot ein königliches Dekret das Eindringen von Weißen in die Mojos-Ebene. Die Überfälle aus Brasilien hielten jedoch an. 1767, am Vorabend der Vertreibung der Jesuiten, blieben nur noch 15 Reduktionen.
Die Sprachpolitik der Jesuiten im 17. Jahrhundert sah den ausschließlichen Gebrauch von Spanisch und Mojeño in Bildung und Religionsausübung vor. Im Laufe der Zeit wurden jedoch noch weitere Sprachen anerkannt. Grammatiken und religiöse Schriften entstanden in den Sprachen Mojeño, Baure, Movima, Cayubaba, Itonama, Canichana und weiteren.
Einen drastischen Einschnitt stellte das Jahr 1767 mit der Vertreibung der Jesuiten und dem Übergang der Reduktionen in weltliche und geistliche Hände über. Dies führte zu erheblichen Konflikten und Aufständen. 1825 wurde die Republik Bolivien ausgerufen und in den folgenden 50 Jahren gingen die Reduktionen unter. Der Kautschukboom erschütterte die Region ab etwa 1880 erneut. Es wanderten zahlreiche Weiße und Mestizen ein. Während 1832 in der Region Mojos nur 57 Weiße gezählt wurden, gab es 1882 etwa 200 nicht-indigene Kautschuksammler; in den Jahren danach erhöhte sich die Zahl rapide auf 1000 bis 2000. Das häufig zwangsweise Rekrutieren der indigenen Bevölkerung als Kautschuksammler entvölkerte zahlreiche Orte, in denen die Frauen, Kinder und Alten zurückblieben.
Die Bildungsreform nach der Revolution von 1952 führte dazu, dass in den ländlichen Schulen Lehrer eingesetzt wurden, die die örtlichen Sprachen und Bräuche nicht kannten und mit drastischen Mitteln zu unterdrücken versuchten. Am Ende dieser Entwicklungen stand die Aufgabe der indigenen Sprachen durch zahlreiche Gruppen, so auch bei den Itonama.

## Situation der Sprache
Als Folge der Entwicklungen insbesondere seit dem späten 19. Jahrhundert wird das Itonama spätestens seit Mitte des 20. Jahrhunderts nicht mehr an nachfolgende Generationen weitergegeben. Beim Censo Indígena Rural de las Tierras Bajas (Indigene Volkszählung im ländlichen Raum des Tieflands) 1994 bezeichneten sich 5.090 Personen als Itonama. Jedoch ist dies darauf zurückzuführen, dass sich praktisch alle Bewohner der Provinz Iténez als Itonama betrachten, einschließlich der Weißen und Mestizen. 2002 konnten nur noch wenige Sprecher des Itonama gefunden werden, die alle 80 Jahre oder älter waren. Keiner von ihnen nutzte die Sprache noch. Hinzu kam eine Reihe von Personen, die angaben, Itonama perfekt zu verstehen und auch die grammatikalische Korrektheit von Äußerungen beurteilen zu können, die sie jedoch selbst nicht sprechen konnten.

## Klassifikation
Das Itonama gilt allgemein als isolierte Sprache, die mit keiner der benachbarten Sprachen verwandt ist. Greenberg klassifizierte das Itonama als zu den Páez-Sprachen zugehörig. Diese Klassifizierung gilt jedoch als nicht hinreichend belegt und unrichtig.

## Lautlehre
Das Itonama verfügt über folgende Vokale:
|             | vorne | Mitte | Hinten |
| ----------- | ----- | ----- | ------ |
| geschlossen | i     | ɨ     | u      |
| halboffen   | e     | ɵ     |        |
| offen       | a     | a     |        |
Das Konsonanteninventar setzt sich wie folgt zusammen:
|               |               | labial | dental | postalveolar | palatal | velar | glottal |
| ------------- | ------------- | ------ | ------ | ------------ | ------- | ----- | ------- |
| Plosive       | stimmlos      | p      | t      | ʧ            | ȶ[10]   | k     | ʔ       |
| Plosive       | Ejektive      |        | tʼ     | ʧʼ           |         | kʼ    |         |
| Plosive       | stimmhaft     | b      | d      |              |         |       |         |
| Frikative     | Frikative     |        | s      |              |         |       | h       |
| Nasale        | Nasale        | m      | n      |              |         |       |         |
| Approximanten | Approximanten | w      | ɾ      |              | j       |       |         |
Die Silbenstruktur ist (C)V(C), d. h. die Silben vom Typ V, CV, CVC und VC sind möglich. Am häufigsten ist der Typ CV:
| tipo | patrón | Beispiele  | Beispiele      | Beispiele      | Beispiele          |
| ---- | ------ | ---------- | -------------- | -------------- | ------------------ |
| 1    | V      | /u.ku/     | 'Haus'         | /a.bɨ.te/      | 'Baum'             |
| 2    | CV     | /be.ne/    | 'natürlich'    | /ka.po.to/     | 'Lauge'            |
| 3    | CVC    | /u.kah.bo/ | 'ich murmelte' | /wa.ʧaʔ.tʲu/   | 'Tarantel'         |
| 4    | VC     | /uʔ.wa.ba/ | 'Chicha'       | /uh.tʲa.su.wa/ | 'seine/ihre Haare' |

## Weiterführende Literatur
- Crevels, Mily (2002): "Itonama o sihnipadara, lengua no clasificada de la Amazonía boliviana", Estudios de Lingüística, 16: 1-56. Alicante: Departamento de Filología Española, Lingüística General y Teoría de la Literatura, Universidad de Alicante.
- Crevels, Mily (2012). Itonama. En: Mily Crevels y Pieter Muysken (eds.) Lenguas de Bolivia, tomo II Amazonía, 233-294. La Paz: Plural editores.
- Greenberg, Joseph und Ruhlen, Merrit (2007): An Amerind Etymological Dictionary. Stanford.
- Liccardi, Millicent R. and Joseph E. Grimes (1961): Entonación y fonemas del itonama, SIL International